# Камбохори
Камбохори (грч. Καμποχώρι) је насељено место у општини Александрија у периферији Средишња Македонија, Грчка. Према попису из 2021. године било је 620 становника.
Насеље је 1913. године имало 206 житеља Грка. После 1923. године насељено је 50 грчких избегличких породица, укупно 206 особа. На попису из 1928. године Камбохори су имали 478 становника. Село се раније звало Триховишта.